# Шаре, Жан
Жан Шаре (фр. Jean Charest, англ. John James Charest; род. 24 июня 1958, Шербрук, Квебек, Канада) — канадский государственный и политический деятель, лидер провинциальной Либеральной партии Квебека в 1998—2012. Был 29-м премьер-министром провинции Квебек. В Национальном собрании Квебека представляет округ Шербрук (регион Эстри) с 1998 года.

## Биография
В 1981 году окончил Шербрукский университет, юрист.
С 1981 года по 1984 год — юридическая практика в области уголовного права в фирме «Beauchemin, Dussault».
С 1984 года — депутат Палаты общин федерального парламента Канады. Переизбирался в 1988, 1993, 1997 годах.
18 сентября 1984 года — 29 июня 1986 года — помощник заместителя спикера Палаты общин.
30 июня 1986 года — 23 января 1990 года — государственный министр Канады (отвечал за молодёжную политику).
31 марта 1988 года — 23 января 1990 года — государственный министр Канады (отвечал за физическую культуру и любительский спорт).
С 22 апреля 1988 года — член Тайного совета Королевы для Канады.
30 января 1989 года — 23 января 1990 года — заместитель лидера Правительства Канады в Палате общин и заместитель лидера Консервативной партии в Палате общин.
21 апреля 1991 года — 24 июня 1993 года — министр окружающей среды Канады.
25 июня 1993 года — 3 ноября 1993 года — заместитель Премьер-министра Канады, министр по делам потребителей и корпораций, министр промышленности, науки и технологий и министр ответственный за Федеральный офис регионального развития Квебека.
14 декабря 1993 года — 28 апреля 1995 года — исполняющий обязанности лидера Прогрессивно-консервативной партии Канады.
29 апреля 1995 года — 1 апреля 1998 года — лидер Прогрессивно-консервативной партии Канады.
30 апреля 1998 года 12 сентября 2012 года — лидер Либеральной партии Квебека.
С 1998 года — депутат Национальной ассамблеи Квебека от Шербрука. Переизбирался в 2003, 2007 и 2008 годах.
15 декабря 1998 года — 29 апреля 2003 года — лидер официальной оппозиции Квебека.
29 апреля 2003 года — 19 сентября 2012 года — Премьер-министр Квебека.
В 2012 году Жан Шаре ушёл из политики.

## Награды
- Медаль «125-я годовщина Канадской конфедерации» (1992)
- Медаль «Золотой юбилей Королевы Елизаветы II» (2002)
- Баварский орден «За заслуги» (2007)[5]
- Командор ордена Почётного легиона (Франция, 2008)[6]